# Giro d'Italia 2014
Giro d'Italia 2014 byl 97. ročník tohoto závodu. Start proběhl 9. května 2014 ve městě Belfast ve Velké Británii, cíl závodu byl v Terstu.

## Trasa závodu

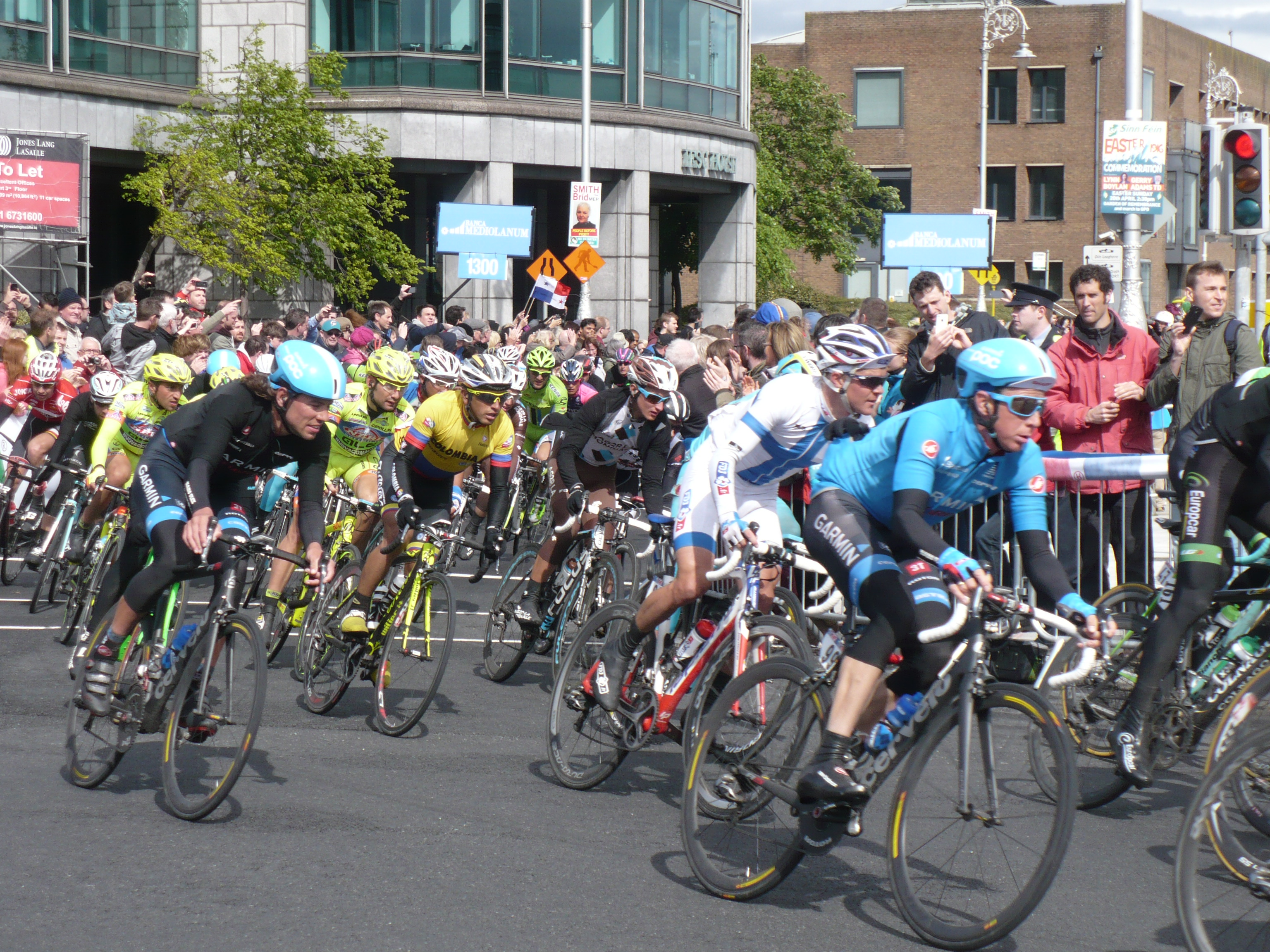
Peloton Gira v Belfastu

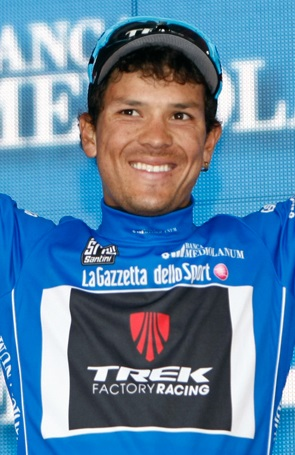
Julián David Arredondo, vítěz soutěže o nejlepšího vrchaře

| Etapa | Datum | Trasa                                                  | Vzdálenost | Type      | Type                | Vítěz etapy         | Růžový trikot(Vedoucí jezdec) |
| ----- | ----- | ------------------------------------------------------ | ---------- | --------- | ------------------- | ------------------- | ----------------------------- |
| 1     | 9.5   | Belfast – Belfast                                      | 21.7 km    |           | Týmová časovka      | Orica-GreenEDGE     | Svein Tuft                    |
| 2     | 10.5  | Belfast – Belfast                                      | 219 km     |           | Rovinatá etapa      | Marcel Kittel       | Michael Matthews              |
| 3     | 11.5  | Armagh – Dublin                                        | 187 km     |           | Rovinatá etapa      | Marcel Kittel       | Michael Matthews              |
|       | 12.5  | Volný den                                              | Volný den  | Volný den | Volný den           | Volný den           |                               |
| 4     | 13.5  | Giovinazzo – Bari                                      | 112 km     |           | Rovinatá etapa      | Nacer Bouhanni      | Michael Matthews              |
| 5     | 14.5  | Taranto – Viggiano                                     | 203 km     |           | Kopcovitá etapa     | Diego Ulissi        | Michael Matthews              |
| 6     | 15.5  | Sassano – Montecassino                                 | 247 km     |           | Kopcovitá etapa     | Michael Matthews    | Michael Matthews              |
| 7     | 16.5  | Frosinone – Foligno                                    | 211 km     |           | Zvlněná etapa       | Nacer Bouhanni      | Michael Matthews              |
| 8     | 17.5  | Foligno – Montecopiolo                                 | 179 km     |           | Horská etapa        | Diego Ulissi        | Cadel Evans                   |
| 9     | 18.5  | Lugo – Sestola                                         | 172 km     |           | Kopcovitá etapa     | Pieter Weening      | Cadel Evans                   |
|       | 19.5  | Volný den                                              | Volný den  | Volný den | Volný den           | Volný den           |                               |
| 10    | 20.5  | Modena – Salsomaggiore Terme                           | 173 km     |           | Rovinatá etapa      | Nacer Bouhanni      | Cadel Evans                   |
| 11    | 21.5  | Collecchio – Savona                                    | 249 km     |           | Kopcovitá etapa     | Michael Rogers      | Cadel Evans                   |
| 12    | 22.5  | Barbaresco – Barolo                                    | 41.9 km    |           | Časovka jednotlivců | Rigoberto Uran Uran | Rigoberto Uran Uran           |
| 13    | 23.5  | Fossano – Rivarolo Canavese                            | 157 km     |           | Rovinatá etapa      | Marco Canola        | Rigoberto Uran Uran           |
| 14    | 24.5  | Agliè – Oropa                                          | 164 km     |           | Horská etapa        | Enrico Battaglin    | Rigoberto Uran Uran           |
| 15    | 25.5  | Valdengo – Montecampione                               | 225 km     |           | Horská etapa        | Fabio Aru           | Rigoberto Uran Uran           |
|       | 26.5  | Volný den                                              | Volný den  | Volný den | Volný den           | Volný den           |                               |
| 16    | 27.5  | Ponte di Legno – Val Martello (Martelltal)             | 139 km     |           | Horská etapa        | Nairo Quintana      | Nairo Quintana                |
| 17    | 28.5  | Sarnonico – Vittorio Veneto                            | 208 km     |           | Zvlněná etapa       | Stefano Pirazzi     | Nairo Quintana                |
| 18    | 29.5  | Belluno – Rifugio Panarotta (Valsugana)                | 171 km     |           | Horská etapa        | Julian Arredondo    | Nairo Quintana                |
| 19    | 30.5  | Bassano del Grappa – Cima Grappa (Crespano del Grappa) | 26.8 km    |           | Časovka jednotlivců | Nairo Quintana      | Nairo Quintana                |
| 20    | 31.5  | Maniago – Monte Zoncolan                               | 167 km     |           | Horská etapa        | Michael Rogers      | Nairo Quintana                |
| 21    | 1.6   | Gemona del Friuli – Terst                              | 172 km     |           | Rovinatá etapa      | Luka Mezgec         | Nairo Quintana                |